# Sainte-Marie-la-Mer
Sainte-Marie-la-Mer (do 7 lutego 2017 Sainte-Marie) – miejscowość i gmina we Francji, w regionie Oksytania, w departamencie Pireneje Wschodnie. W 2013 roku populacja ówczesnej gminy wynosiła 4787 mieszkańców. 

## Zabytki
Zabytki na terenie gminy posiadające status monument historique:
- kościół Notre-Dame-de-l'Assomption (Église Notre-Dame-de-l'Assomption de Sainte-Marie)